# Celeborn
Celeborn é um personagem fictício das obras de J. R. R. Tolkien. Aparece em O Senhor dos Anéis como o elfo marido de Galadriel, Senhor de Galadhrim, e co-governante junto com sua esposa de Lothlórien. Era o pai de Celebrían (a esposa de Elrond), e, portanto, o avô de Arwen Undómiel e seus irmãos gêmeos e primogênitos, Elladan e Elrohir. Também foi um parente do rei élfico Thingol durante a Primeira Era. Seu nome significa "(alta) árvore de prata" na linguagem Sindarin inventada pelo autor.
Também é conhecido como Senhor de Lothlórien ou alternadamente Senhor dos Madeira. Dentro da própria Lothlórien é chamado simplesmente de Senhor Celeborn ou O Senhor (com mais frequência com Galadriel como o Senhor e Senhora). É chamado de Celeborn, o Sábio por sua esposa.
Celeborn é também o nome da Árvore Branca, que floresceu em Tol Eressëa. Foi uma semeadura da árvore Galathilion, que por sua vez foi feita por Yavanna à imagem de Telperion, a mais velha das Duas Árvores de Valinor. É um antepassado da Árvores Branca de Númenor e de Gondor.

## Nomes e títulos
O nome Celeborn significa "árvore de prata", que combina dois elementos: "celeb" que significa "prata" e "orne", que significa "árvore". Outra interpretação lê isso como "alto-prata" (referindo-se a seu cabelo prateado e sua altura), onde "orn" é originado de "orna", que significa "alto".
Celeborn é conhecido por outros nomes, incluindo Teleporno (a versão Telerin de seu nome), "Príncipe de Doriath", "Celeborn, o Sábio" (nome dado a ele por Galadriel, já que disse que ele era o mais sábio dos Elfos na Terra Média), e "O Senhor de Lothlórien" ou "Senhor dos Madeira".

## Adaptação
Em O Senhor dos Anéis, de Ralph Bakshi, a voz de Celeborn é dublada por André Morell e seu nome foi pronunciado "Seleborn" em oposição a "Keleborn." É interpretado pelo ator neozelandês Marton Csokas na trilogia cinematográfica O Senhor dos Anéis, dirigida por Peter Jackson. Na adaptação de Jackson de The Return of the King, ele se junta a Frodo, Bilbo, Gandalf, Elrond e Galadriel no navio para Valinor, o que não ocorre no romance original de Tolkien.